# Artistique-Weltmeisterschaft 2011

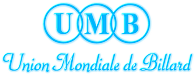
Logo UMB (ausrichtender Verband)

Die Billard-Artistique-Weltmeisterschaft 2011 war das 29. Turnier in dieser Disziplin des Karambolagebillards und fand vom 25. bis zum 29. Mai 2011 in Florange statt. Es war die zehnte Artistique-WM in Frankreich.

## Geschichte
Der Niederländer Sander Jonen wurde in Florange zum zweiten Mal Artistique-Weltmeister. Im Finale besiegte er Bernd Singer knapp mit 3:2 Sätzen. Singer schlug in der Gruppenphase und im Viertelfinale den türkischen Ex-Weltmeister Haci Arap Yaman und ist nach August Tiedtke und Thomas Ahrens erst der dritte deutsche Medaillengewinner bei einer Artistique-WM. Der Japaner Nobuyasu Sakai feierte mit Platz drei seinen größten internationalen Erfolg. Ebenfalls Platz drei sicherte sich den Belgier Walter Bax.

## Modus
Gespielt wurde eine Gruppenphase als Vorrunde, bei der sich die beiden Gruppenbesten für die Final-Gruppenrunde qualifizierten, in denen die gesetzten Akteure mitspielten. Danach trafen die beiden Gruppenbesten im K.-o.-System aufeinander. Das Satzverhältnis spielte in der Endabrechnung keine Rolle mehr. Es wurden nur die prozentual gelösten Figuren gewertet.
Gewertet wurde wie folgt:
1. Matchpunkte (MP)
2. % gelöste Figuren

## Gesetzte Spieler
1. Eric Daelman (Titelverteidiger)
2. Hajime Watanabe (ACBC)
3. Sander Jonen (CEB)
4. Martin van Rhee (CEB)
5. Walter Bax (CEB)
6. Jean Reverchon (Wildcard FFB)
7. Xavier Fonellosa (Wildcard CEB)
8. Michael Hammen (Wildcard UMB)

## Turnierverlauf

### Vorrunden-Gruppenphase
| Platz | Name           | MP | SV  | Punkte | mögliche Pkte | %       | Best %  |
| ----- | -------------- | -- | --- | ------ | ------------- | ------- | ------- |
| 1     | Nobuyasu Sakai | 6  | 9:1 | 419    | 577           | 72,61 % | 87,29 % |
| 2     | Kevin Tran     | 4  | 6:4 | 343    | 604           | 56,78 % | 64,60 % |
| 3     | Michel Parra   | 2  | 4:7 | 342    | 699           | 48,92 % | 47,24 % |
| 4     | Jaume Norberto | 0  | 2:9 | 317    | 721           | 43,96 % | –       |

| Platz | Name             | MP | SV  | Punkte | mögliche Pkte | %       | Best %  |
| ----- | ---------------- | -- | --- | ------ | ------------- | ------- | ------- |
| 1     | Erik Vijverberg  | 4  | 6:5 | 412    | 742           | 55,52 % | 68,37 % |
| 2     | Robert Immervoll | 4  | 8:4 | 398    | 792           | 50,25 % | 60,00 % |
| 3     | Erik Vervliet    | 2  | 6:6 | 408    | 841           | 48,51 % | 57,14 % |
| 4     | Jung Yong-seok   | 2  | 3:8 | 298    | 756           | 39,41 % | 40,00 % |

| Platz | Name            | MP | SV  | Punkte | mögliche Pkte | %       | Best %  |
| ----- | --------------- | -- | --- | ------ | ------------- | ------- | ------- |
| 1     | Haci Arap Yaman | 4  | 8:3 | 434    | 741           | 58,57 % | 60,10 % |
| 2     | Bernd Singer    | 4  | 7:6 | 483    | 878           | 55,01 % | 64,00 % |
| 3     | László Tóth     | 4  | 6:6 | 374    | 772           | 48,44 % | 55,13 % |
| 4     | Takayuki Iseki  | 0  | 3:9 | 325    | 781           | 41,61 % | –       |

| Platz | Name            | MP | SV  | Punkte | mögliche Pkte | %       | Best %  |
| ----- | --------------- | -- | --- | ------ | ------------- | ------- | ------- |
| 1     | Serdar Gümüş    | 6  | 9:2 | 467    | 709           | 65,86 % | 72,89 % |
| 2     | Thomas Ahrens   | 4  | 7:5 | 485    | 781           | 62,09 % | 80,92 % |
| 3     | Olivier Lacroix | 2  | 6:7 | 443    | 857           | 51,79 % | 47,38 % |
| 4     | Kim Suk-yoon    | 0  | 1:9 | 226    | 613           | 36,86 % | –       |

### Endrunden-Gruppenphase
| Platz | Name             | MP | SV  | Punkte | mögliche Pkte | %       | Best %  |
| ----- | ---------------- | -- | --- | ------ | ------------- | ------- | ------- |
| 1     | Nobuyasu Sakai   | 6  | 9:2 | 545    | 755           | 72,18 % | 81,07 % |
| 2     | Eric Daelman     | 4  | 7:5 | 555    | 794           | 69,89 % | 78,01 % |
| 3     | Michael Hammen   | 2  | 4:6 | 397    | 655           | 60,61 % | 57,59 % |
| 4     | Robert Immervoll | 0  | 2:9 | 332    | 729           | 45,54 % | –       |

| Platz | Name             | MP | SV  | Punkte | mögliche Pkte | %       | Best %  |
| ----- | ---------------- | -- | --- | ------ | ------------- | ------- | ------- |
| 1     | Sander Jonen     | 6  | 9:3 | 585    | 845           | 69,23 % | 71,37 % |
| 2     | Bernd Singer     | 4  | 8:6 | 650    | 945           | 68,78 % | 71,94 % |
| 3     | Xavier Fonellosa | 2  | 6:7 | 636    | 928           | 68,53 % | 66,07 % |
| 4     | Serdar Gümüş     | 0  | 2:9 | 454    | 738           | 61,51 % | –       |

| Platz | Name            | MP | SV  | Punkte | mögliche Pkte | %       | Best %  |
| ----- | --------------- | -- | --- | ------ | ------------- | ------- | ------- |
| 1     | Thomas Ahrens   | 6  | 9:2 | 588    | 738           | 79,67 % | 89,42 % |
| 2     | Walter Bax      | 4  | 8:6 | 615    | 924           | 66,55 % | 67,39 % |
| 3     | Jean Reverchon  | 2  | 5:8 | 569    | 857           | 66,39 % | 67,15 % |
| 4     | Erik Vijverberg | 0  | 3:9 | 471    | 808           | 58,29 % | –       |

| Platz | Name            | MP | SV  | Punkte | mögliche Pkte | %       | Best %  |
| ----- | --------------- | -- | --- | ------ | ------------- | ------- | ------- |
| 1     | Haci Arap Yaman | 6  | 9:3 | 621    | 821           | 75,63 % | 77,01 % |
| 2     | Martin van Rhee | 4  | 8:6 | 681    | 949           | 71,75 % | 71,07 % |
| 3     | Hajime Watanabe | 2  | 4:7 | 442    | 713           | 61,99 % | 60,42 % |
| 4     | Kevin Tran      | 0  | 4:9 | 467    | 829           | 56,33 % | –       |

## KO-Runde
|  | Viertelfinale Best of 5 | Viertelfinale Best of 5 |                         |                         | Halbfinale Best of 5 | Halbfinale Best of 5 |  |  | Finale Best of 5 | Finale Best of 5 |
|  |                         |                         |                         |                         |                      |                      |  |  |                  |                  |
|  | Sander Jonen            | 2:0/3:1/228/280/81,42 % |                         |                         |                      |                      |  |  |                  |                  |
|  | Martin van Rhee         | 0:2/1:3/199/290/68,62 % |                         |                         |                      |                      |  |  |                  |                  |
|  | Martin van Rhee         | 0:2/1:3/199/290/68,62 % | Sander Jonen            | 2:0/3:1/214/280/76,42 % |                      |                      |  |  |                  |                  |
|  |                         |                         | Sander Jonen            | 2:0/3:1/214/280/76,42 % |                      |                      |  |  |                  |                  |
|  |                         | Walter Bax              | 0:2/1:3/207/300/69,00 % |                         |                      |                      |  |  |                  |                  |
|  | Thomas Ahrens           | Walter Bax              | 0:2/1:3/207/300/69,00 % | 0:2/2:3/251/328/76,52 % |                      |                      |  |  |                  |                  |
|  | Thomas Ahrens           |                         |                         | 0:2/2:3/251/328/76,52 % |                      |                      |  |  |                  |                  |
|  | Walter Bax              | 2:0/3:2/260/340/76,47 % |                         |                         |                      |                      |  |  |                  |                  |
|  |                         |                         | Sander Jonen            | 2:0/3:2/242/328/73,78 % |                      |                      |  |  |                  |                  |
|  |                         | Bernd Singer            | 0:2/2:3/239/348/68,67 % |                         |                      |                      |  |  |                  |                  |
|  | Nobuyasu Sakai          | 2:0/3:1/186/273/68,13 % |                         |                         |                      |                      |  |  |                  |                  |
|  | Eric Daelman            | 0:2/1:3/162/273/59,34 % |                         |                         |                      |                      |  |  |                  |                  |
|  | Eric Daelman            | 0:2/1:3/162/273/59,34 % | Nobuyasu Sakai          | 0:2/1:3/140/238/58,82 % |                      |                      |  |  |                  |                  |
|  |                         |                         | Nobuyasu Sakai          | 0:2/1:3/140/238/58,82 % |                      |                      |  |  |                  |                  |
|  |                         | Bernd Singer            | 2:0/3:1/164/238/68,90 % |                         |                      |                      |  |  |                  |                  |
|  | Haci Arap Yaman         | Bernd Singer            | 2:0/3:1/164/238/68,90 % | 0:2/0:3/98/191/51,30 %  |                      |                      |  |  |                  |                  |
|  | Haci Arap Yaman         |                         |                         | 0:2/0:3/98/191/51,30 %  |                      |                      |  |  |                  |                  |
|  | Bernd Singer            | 2:0/3:0/142/183/77,59 % |                         |                         |                      |                      |  |  |                  |                  |

## Abschlusstabelle
| Phase                        | Platz | Name             | MP | SV    | Punkte | mögliche Punkte | %       | Best %  |
| ---------------------------- | ----- | ---------------- | -- | ----- | ------ | --------------- | ------- | ------- |
| Finale                       | 1     | Sander Jonen     | 12 | 18:7  | 1269   | 1733            | 73,22 % | 81,42 % |
| Finale                       | 2     | Bernd Singer     | 18 | 23:16 | 1678   | 2592            | 64,73 % | 77,59 % |
| Halb- finale                 | 3     | Nobuyasu Sakai   | 14 | 22:7  | 1290   | 1843            | 69,99 % | 81,07 % |
| Halb- finale                 | 3     | Walter Bax       | 6  | 12:11 | 1082   | 1564            | 69,18 % | 76,47 % |
| Viertel- finale              | 5     | Thomas Ahrens    | 10 | 18:10 | 1324   | 1847            | 71,68 % | 89,42 % |
| Viertel- finale              | 6     | Martin van Rhee  | 4  | 9:9   | 880    | 1239            | 71,02 % | 71,07 % |
| Viertel- finale              | 7     | Eric Daelman     | 4  | 8:8   | 717    | 1067            | 67,18 % | 78,01 % |
| Viertel- finale              | 8     | Haci Arap Yaman  | 10 | 17:9  | 1153   | 1753            | 65,77 % | 77,01 % |
| Gruppen- phase 2             | 9     | Xavier Fonellosa | 2  | 6:7   | 636    | 928             | 68,53 % | 66,07 % |
| Gruppen- phase 2             | 10    | Jean Reverchon   | 2  | 5:8   | 569    | 857             | 66,39 % | 67,15 % |
| Gruppen- phase 2             | 11    | Serdar Gümüş     | 6  | 11:11 | 921    | 1447            | 63,64 % | 72,89 % |
| Gruppen- phase 2             | 12    | Hajime Watanabe  | 2  | 4:7   | 442    | 713             | 61,99 % | 60,42 % |
| Gruppen- phase 2             | 13    | Michael Hammen   | 2  | 4:6   | 397    | 655             | 60,61 % | 57,59 % |
| Gruppen- phase 2             | 14    | Erik Vijverberg  | 4  | 9:14  | 883    | 1550            | 56,96 % | 68,37 % |
| Gruppen- phase 2             | 15    | Kevin Tran       | 4  | 10:13 | 810    | 1433            | 56,52 % | 64,60 % |
| Gruppen- phase 2             | 16    | Robert Immervoll | 4  | 10:13 | 730    | 152             | 47,99 % | 60,00 % |
| Gruppen- phase 1             | 17    | Olivier Lacroix  | 2  | 6:7   | 443    | 857             | 51,79 % | 47,38 % |
| Gruppen- phase 1             | 18    | Michel Parra     | 2  | 4:7   | 342    | 699             | 48,92 % | 47,24 % |
| Gruppen- phase 1             | 19    | Erik Vervliet    | 2  | 6:6   | 408    | 841             | 48,51 % | 57,14 % |
| Gruppen- phase 1             | 20    | László Tóth      | 4  | 6:6   | 374    | 772             | 48,44 % | 55,13 % |
| Gruppen- phase 1             | 21    | Jaume Norberto   | 0  | 2:9   | 317    | 721             | 43,96 % | –       |
| Gruppen- phase 1             | 22    | Takayuki Iseki   | 0  | 3:9   | 325    | 781             | 41,61 % | –       |
| Gruppen- phase 1             | 23    | Jung Yong-seok   | 2  | 3:8   | 298    | 756             | 39,41 % | 40,00 % |
| Gruppen- phase 1             | 24    | Kim Suk-yoon     | 0  | 1:9   | 226    | 613             | 36,86 % | –       |
| Turnierdurchschnitt: 60,85 % |       |                  |    |       |        |                 |         |         |